# فرود از کوه سینا (کلیسای سیستین)
فرود از کوه سینا یک فرسکوی دیواری اثر کوزیمو روسلی، نقاش برجسته ایتالیایی دوره رنسانس، و دستیاران اوست که بین سال‌های ۱۴۸۱ تا ۱۴۸۲ میلادی خلق شده و در کلیسای سیستین واقع در شهر رم نگهداری می‌شود. این اثر، صحنه‌ای از موسی را به تصویر می‌کشد که در حال دریافت الواح ده فرمان از سوی خداوند و معرفی آن به قوم بنی‌اسرائیل است.